# 1408
 For alternative betydninger, se 1408 (flertydig). (Se også artikler, som begynder med 1408)
| 1408               |
| ------------------ |
| Dødsfald - Fødsler |
|                    |

| Gregoriansk kalender | 1408 MCDVIII            |
| Ab urbe condita      | 2161                    |
| Armensk kalender     | 857 ԹՎ ՊԾԷ              |
| Kinesiske kalender   | 4104 – 4105 丁亥 – 戊子 |
| Etiopisk kalender    | 1400 – 1401             |
| Jødisk kalender      | 5168 – 5169             |
| Hindukalendere       |                         |
| - Vikram Samvat      | 1463 – 1464             |
| - Shaka Samvat       | 1330 – 1331             |
| - Kali Yuga          | 4509 – 4510             |
| Iransk kalender      | 786 – 787               |
| Islamisk kalender    | 811 – 812               |

Regent i Danmark: Margrete 1. 1387-1412 og formelt Erik 7. af Pommern 1396-1439
Se også 1408 (tal) og 1408 (film)

## Begivenheder
- Dronning Margrete køber Gotland af Tyske orden